# 劉秉恕
刘秉恕，字长卿，元朝官员，祖籍瑞州，定居邢州，劉秉忠的弟弟。
刘秉恕喜好读书，二十岁时，跟随刘肃学习《易经》，因此懂得理学。刘秉忠为忽必烈推荐名士，因为避嫌，没有提到刘秉恕。其他大臣告诉忽必烈，忽必烈召见任用了他。忽必烈赐刘秉忠白金千两，刘秉忠推辞：“臣山野鄙人，侥幸遇到好时机，服器都是朝廷供给，白金没有用。”忽必烈说：“卿难道不能再给亲友吗？”推辞不允，于是接受后分给别人。以二百两给刘秉恕，刘秉恕说：“兄长勤劳有年，应该受赏，秉恕无功，怎可冒恩？”没有接受。中统元年（1260年），刘秉恕被擢升为礼部侍郎、邢州安抚副使。中统二年（1261年），赐金符，转任吏部侍郎。中统三年（1262年），升邢州为顺德府，刘秉恕被赐金虎符，为顺德安抚使。至元元年（1264年），转任司法官，改嘉议大夫，历任彰德路、怀孟路、淄莱路、顺天路、太原路五路总管。淄莱府有死囚六人，已经判决。刘秉恕怀疑，详查得实，六人得以不死。所至有惠政。召为礼部尚书。出任淮西宣慰使，裁撤宣慰司后，历湖州路、平阳路两路总管。平阳饥荒，他开仓赈民。六十岁时在官任上去世。刘秉忠无子，以刘秉恕的儿子刘兰璋为后。